# Олійник Богдан Олександрович
Богда́н Олекса́ндрович Олі́йник (2000—2022) — український військовослужбовець, учасник російсько-української війни, кавалер ордена «За мужність» III ступеня.

## Життєпис
Народився 5 березня 2000 року в селі Соснівка Конотопського району Сумської області. Закінчив Соснівський НВК. Після закінчення школи навчався у Конотопському професійному аграрному ліцеї. Пізніше відслужив строкову службу у Василькові в льотній частині.. Підписав контракт на службу в ЗСУ; по закінченні працював механізатором в агрофірмі «Соснівська».
З літа 2022 року — в лавах збройних сил України.
Загинув 21 вересня 2022 року в Херсонській області.
Без Богдана залишились батьки, брат та дружина.
Похований 29 вересня 2022 року в селі Соснівка.

## Нагороди
- Орден «За мужність» III ступеня (9 січня 2023, посмертно) — за особисту мужність і самовідданість, виявлені у захисті державного суверенітету та територіальної цілісності України, вірність військовій присязі[3].